# Víctima/sospechosa
Víctima/sospechosa (Victim/suspect en el original) es un documental de Netflix, dirigido por Nancy Schwartzman. El documental aborda la historia de una periodista que investiga el caso de una mujer acusada de denunciar falsamente una violación, descubriendo un patrón que involucra a las autoridades estadounidenses.
Esta película documental se basa en hechos reales ocurridos en Estados Unidos. La directora estadounidense Nancy Schwartzman estuvo a cargo de la dirección.
La trama se centra en la investigación llevada a cabo durante varios años por la periodista Rae de Leon. Durante su investigación, descubre que muchas mujeres jóvenes, incluso menores de edad, que denuncian abusos sexuales a la policía, en lugar de recibir justicia, son acusadas falsamente, arrestadas e incluso encarceladas por un sistema que debería protegerlas. El documental destaca la lucha de estas víctimas por ser escuchadas y obtener justicia. A través de entrevistas a las mujeres abusadas, testigos, policía y la propia periodista de Leon, se revela un patrón alarmante: las mujeres son difamadas y tratadas como criminales en los medios de comunicación, simplemente por afirmar haber sido víctimas de agresión sexual.
En el documental se presenta la historia de Emma Mannion. Después de denunciar su caso, la policía la acusó de difamación y comenzó un acoso masivo. Eventualmente, en un intento por reducir su condena, Mannion se declaró culpable en un juicio. Sin embargo, en un nuevo juicio logró demostrar que estaba diciendo la verdad y fue absuelta por el juez.
También se narra la historia de Megan Rondini, quien se suicidó tras vivir una experiencia traumática con las autoridades de Tuscaloosa. En 2015, Rondini presentó una denuncias por violación pero la policía no tomó en serio su denuncia debido a las conexiones del acusado en el área. Esto se evidencia en las imágenes del interrogatorio, donde Bunn fue interrogado durante menos de 20 minutos. Estos hechos arruinaron la reputación de Rondini y tuvieron un impacto devastador en su salud mental ya que se quitó la vida ocho meses después.
La película es distribuida por Netflix y producida por el Center for Investigative Reporting y Motto Pictures.